# Wright Flyer
Der Wright Flyer (auch bekannt als Kitty Hawk Flyer, Wright Flyer I oder 1903 Flyer, die Wright-Brüder selbst benannten das Flugzeug The Whopper Flying Machine) war das erste von den Brüdern Wright hergestellte Motorflugzeug. Lange Zeit wurde angenommen, dass damit der erste Motorflug eines Flugzeugs durchgeführt wurde; mit erheblicher Wahrscheinlichkeit gelang dies allerdings bereits im August 1901 dem deutschstämmigen Tüftler Gustav Weißkopf mit seiner Flugmaschine Nr. 21.
Als Antrieb diente ein selbst konstruierter Vierzylinder-Ottomotor, dessen Kraft über Kettengetriebe auf zwei gegenläufige Zweiblattpropeller übertragen wurde, die als Druckpropeller hinter der Tragfläche angebracht waren. Der Wright Flyer von 1903 war dabei Teil einer 1899 mit Fesseldrachen und Gleitflugzeugen begonnenen Entwicklung, die danach über den Wright Flyer II zum ersten auch praktisch verwendbaren Flugzeug, dem Wright Flyer III von 1905, führte.

## Zweifel am Erstflug
Sämtliche Versuche der Gebrüder Wright vor 1904 fanden, aus Angst vor neugieriger Konkurrenz, ohne Zeugen und unter Ausschluss der Öffentlichkeit statt. Neben Tagebuchaufzeichnungen von Orville Wright ist der einzige Beleg für die sogenannten Erstflüge ein Telegramm von Orville an seinen Vater, in dem er über vier erfolgreiche Testflüge berichtete.

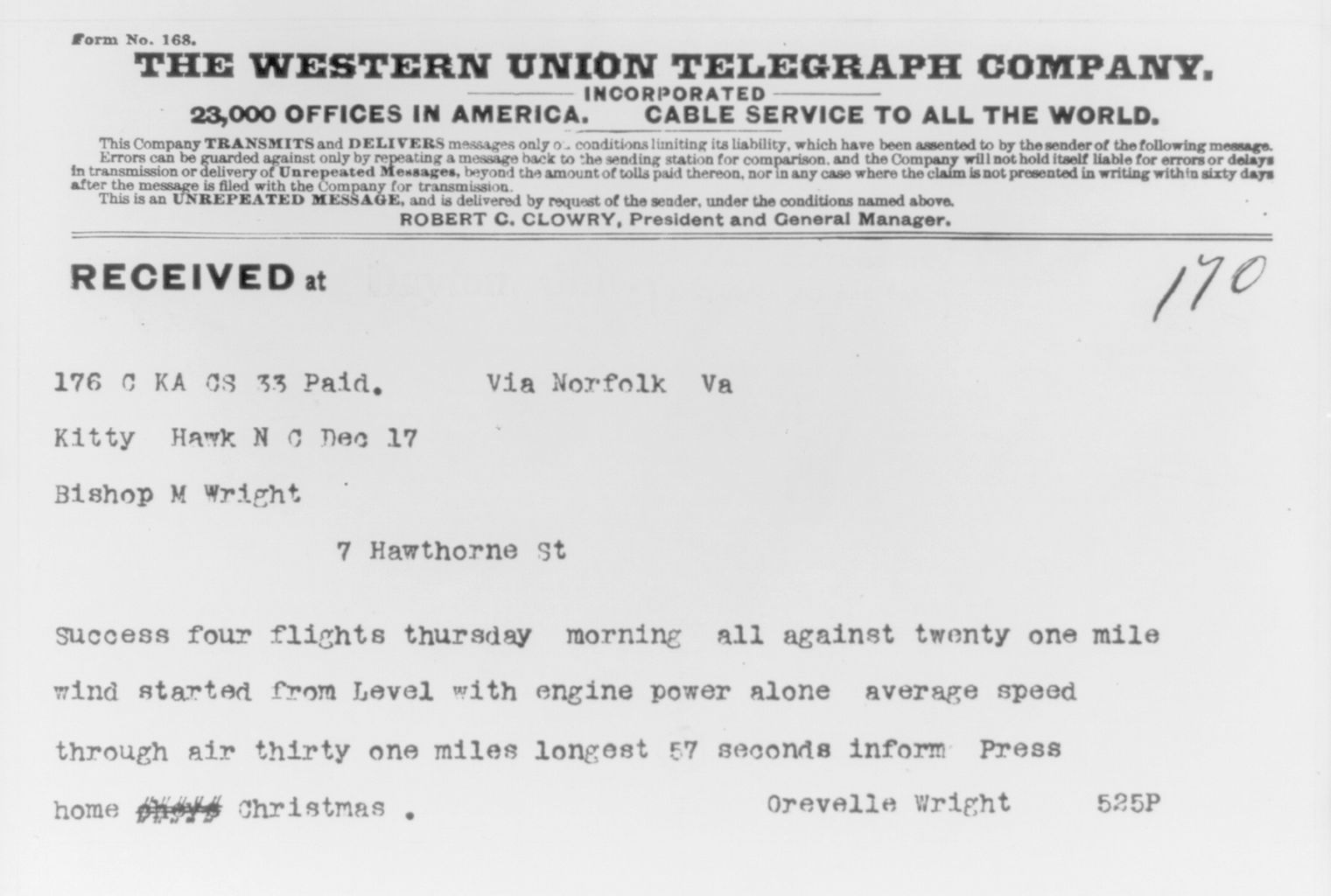
Telegramm von Orville Wright in Kitty Hawk, North Carolina, an seinen Vater über vier erfolgreiche Flüge (17. Dezember 1903)

Seinen eigenen Veröffentlichungen zufolge hatte Orville folgendes in sein Tagebuch notiert:
- Um 10:35 Uhr hob Orville zum ersten Mal an diesem Tag ab. Im Gegensatz zu dem ersten Flugversuch am 14. Dezember war die Startschiene nicht leicht bergab, sondern durchgehend horizontal verlegt. Orville flog 12 Sekunden lang. Dabei erreichte er eine Geschwindigkeit von 16 Kilometern pro Stunde und eine Entfernung von 120 Fuß (37 Metern).
- zweiter Flug durch Wilbur, 13 Sekunden, 175 Fuß (53 Meter)
- dritter Flug durch Orville, 15 Sekunden, 200 Fuß (61 Meter)
- vierter Flug durch Wilbur, 49 Sekunden, 852 Fuß (260 Meter).

Bis heute wird bezweifelt, ob die Gebrüder Wright vor 1904 einen erfolgreichen Flug absolviert haben. Ganz besondere Zweifel bestehen aber an der Länge des vierten Fluges vom Dezember 1903.
Nach dem vierten und letzten Flug wurde die Maschine – den Gebrüdern zufolge – durch eine Windböe mit anschließendem Überschlag so stark beschädigt, dass man sich entschloss, sie nicht wiederherzustellen. Obwohl die restaurierte Original-Maschine bis heute im Smithsonian Museum ausgestellt ist und zahlreiche Nachbauten erfolgt sind, gelang es niemals, mit einer davon mehr als 40 Meter zurückzulegen; dabei kam es zu zahlreichen Unfällen mit Verletzte und sogar zwei Toten. Die ersten drei Flugversuche bewegten sich zumindest in diesem Rahmen. Vor diesem Hintergrund erscheint ein Unfall beim vierten Versuch wesentlich plausibler als ein gewaltiger Leistungssprung mit anschließender zufälliger Beschädigung der Maschine.
Wilbur Wright hatte im Vorfeld mehrfach erklärt, ein echter Motorflug beginne bei mindestens 300 Fuß (ca. 91 Metern) Länge, alles darunter sei nur ein Sprung in die Luft und beweise gar nichts („nothing“). Der vierte Flug wäre also für die Brüder ein echter Meilenstein gewesen – in Orvilles Telegramm wurde er aber in keiner Weise hervorgehoben.
Erst im Jahr 1908 hatten die Wrights erstmals ein Foto der Maschine von 1903 veröffentlicht; außerdem existiert ein Foto, das angeblich die Wright Flyer von 1903 beim vierten Flug zeigt. Joe Bullmer, ehemaliger Spezialist der US Air Force für die Identifizierung von Kampfflugzeugen, hat in seinem Buch The Wright Story erhebliche Zweifel an diesem Foto angemeldet:
- das Flugzeug befinde sich eindeutig weniger als 100 Meter von seinem Ausgangspunkt entfernt.
- Der Propeller ist klar erkennbar, könne sich also nicht mehr gedreht haben, zumindest befinde sich das Flugzeug auf dem Boden oder ganz knapp darüber. Es habe also seine Endposition erreicht.
- Drei dunkle „Kleckse“ auf dem Flugzeug lassen sich mit dem Flugzeug von 1903 nicht vereinbaren, das nur einen (noch dazu liegenden) Piloten und einen flach eingebauten Motor hatte. Das Modell von 1908 hingegen hatte zwei sitzende Piloten und einen hochkant stehenden Motor neben ihnen, das Bild passt exakt zu dem Foto des angeblichen Erstfluges.

Zudem hatten die Wrights ein starkes Interesse, den Erstflug für ihre Familie zu beanspruchen – wobei sie alles andere als zimperlich waren.
Das belegen spätere Ereignisse:
Orville, der im Gegensatz zu anderen Luftfahrtpionieren geschäftstüchtig war, gelangte u. a. wegen des angeblich ersten Motorfluges zu Ruhm und Reichtum; nach dem Tod seines Bruders gelangen ihm indes keine nennenswerten Weiterentwicklungen mehr, was maßgeblich dazu führte, dass die Luftfahrt in den USA gegenüber Europa ins Hintertreffen geriet. Stattdessen pflegte er mit zunehmender Verve seinen Nachruhm. In den 20er Jahren veröffentlichte er sein Buch Early History of the Airplane und stellt dabei sich und seinen Bruder in den Mittelpunkt.
Berühmt wurde ein langjähriger Streit darüber mit dem Smithsonian Institut in Washington, dem damals führenden Wissenschaftsinstitut der USA, das seinem ehemaligen Museumsleiter Samuel Pierpont Langley die Pioniertat des ersten erfolgreichen Motorfluges zusprechen wollte. Orville Wright war dies so wichtig, dass er nach zwei langwierigen Gerichtsprozessen das Smithsonian 1941 zwang, seinen Anspruch aufzugeben.
Zwischenzeitlich, im Jahr 1937, war ein zunächst wenig beachtetes Buch der US-Journalistin Stella Randolph erschienen, in welchem diese behauptete, Gustav Weißkopf (der sich in den USA „Gustave Whitehead“ nannte) sei schon am 14. August 1901 der erste Motorflug über ca. 800 Meter gelungen. Sie berief sich dabei zunächst auf einen Artikel des renommierten Redakteurs und späteren Herausgebers Richard Howell in der Zeitung Bridgeport Herald vom 18. August 1901, der darin ausführlich beschrieb, den Flug zusammen mit zwei Assistenten Weißkopfs selbst beobachtet zu haben. Randolph veröffentlichte außerdem elf notariell beglaubigte Aussagen von Zeugen, darunter diese beiden Assistenten Weißkopfs, welche angaben, zwischen August 1901 und Dezember 1903 mehrere Motorflüge von Gustav Weißkopf zwischen ca. 800 Metern und 1,5 Meilen beobachtet zu haben.
Als Reader’s Digest im Jahr 1945 diese Geschichte aufgriff, schickten Freunde ein Telegramm an Orville Wright, in dem sie schrieben, die Geschichte wohl sollte besser torpediert werden („feel this should be dynamited“), und um entsprechende Informationen baten.
Daraufhin veröffentlichte Orville Wright einen Artikel unter der Überschrift Weißkopfs Flug – ein Mythos, in welchem er Weißkopf u. a. als Träumer und Wahnsinnigen bezeichnete, der sich zweifellos selber einbildete, eine solche Leistung vollbracht zu haben, aber z. B. weder über die Kenntnisse noch über die Ausrüstung zum Bau eines geeigneten Motors verfügt habe. Dem Journalisten Haller unterstellte Wright, er habe glatt gelogen, als er behauptete, den Erstflug selbst miterlebt zu haben. In Wahrheit habe er nur aufgeschrieben, was ihm Weißkopf erzählt habe.

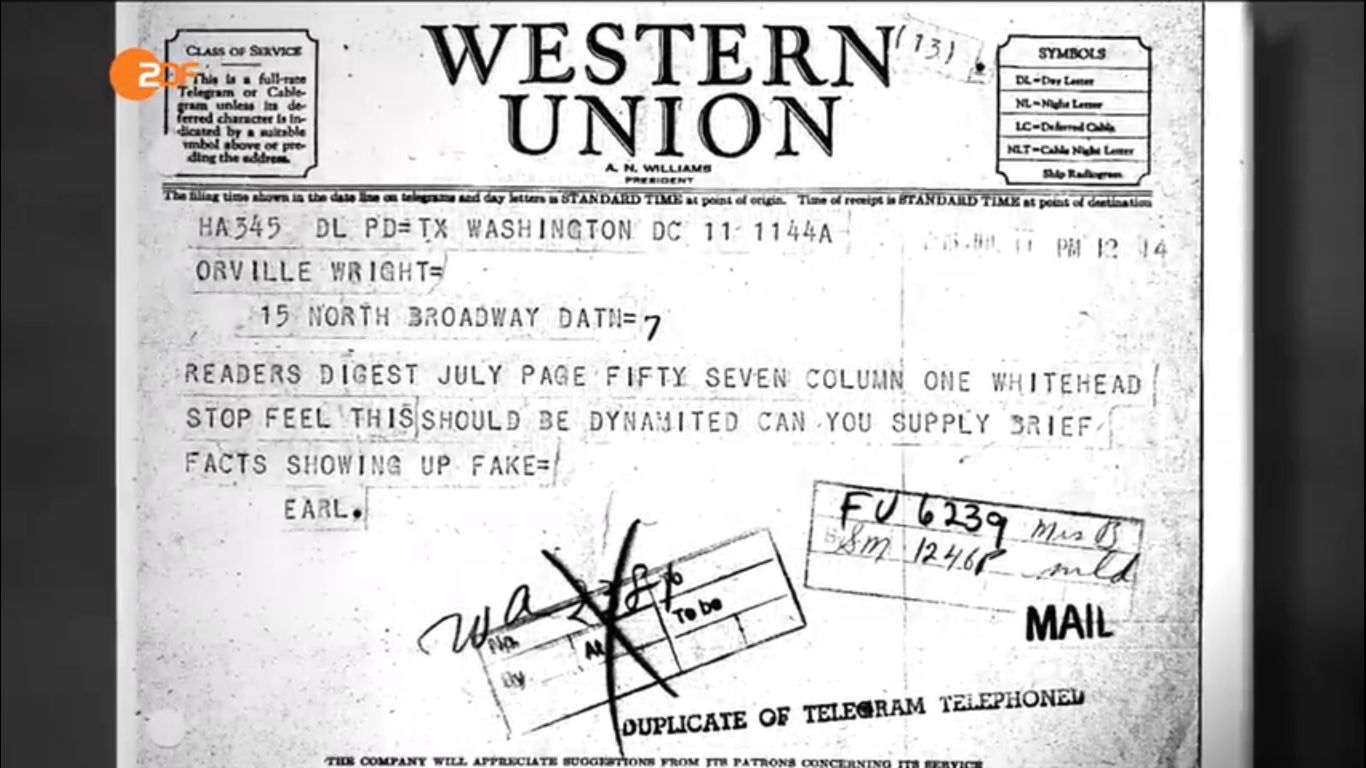
Telegramm für Orville Wright aus 1945 mit der Empfehlung, Berichte über Weißkopfs Erstflug zu torpedieren

Dank Orvilles großem Renommee, der gerade erst erfolgten Anerkennung durch das Smithsonian Institute und wohl auch dem ausklingenden Zweiten Weltkrieg, zu dem ein deutschstämmiger Luftfahrtheld nicht recht passen wollte, genügte dies, um Randolphs Recherchen zu diskreditieren.
Wenig später, kurz nach Orvilles Tod, schloss seine Familie mit dem Smithsonian Institute einen geheimen Vertrag. Deren Museum erhielt das restaurierte Wrack der Wright Flyer, die seither das Herzstück der dortigen Ausstellung darstellt und hohes Besucheraufkommen garantiert. Im Gegenzug verpflichtete sich das Smithsonian, niemals zu behaupten, dass es einen Motorflug anderer Pioniere vor den Gebrüdern Wright im Dezember 1903 gegeben habe. Dieser Vertrag ist noch heute in Kraft und verhinderte sogar die Anerkennung des Zeppelins als erste steuerbare Luftverkehrsmaschine.
Das Smithsonian weigert sich bis heute, Zweifel am Erstflug der Wrights in Erwägung zu ziehen, selbst im Falle Weißkopfs:
- obwohl speziell für den vierten Flug der Wrights vom 17. Dezember 1903 keine stichhaltigen Beweise existieren, während beglaubigte Zeugenaussagen im Falle Weißkopfs jedes Gericht überzeugen würden
- obwohl später noch sechs weitere Augenzeugen die Flüge von Weißkopf bestätigten
- obwohl der australische Flughistoriker John Brown weltweit fast 300 Zeitungsartikel über mehrere Flüge von Weißkopf ausfindig gemacht hat – darunter einen auf der Titelseite eines Konkurrenzblattes, der Bridgeport Evening Post, die bereits am 26. August 1901 von einem zweiten, ebenfalls erfolgreichen Flug Weißkopfs berichtete
- obwohl Nachbauten die Flugfähigkeit von Weißkopfs Nr. 21 nahelegen
- obwohl von Orville Wright geäußerte Behauptungen – etwa zur Expertise Weißkopfs oder zum Fehlen einer Steuerung an seiner Maschine – widerlegt werden konnten
- obwohl neben dem US-Bundesstaat Connecticut auch das renommierteste Flugmagazin der Welt, Jane’s All the World’s Aircraft, Weißkopf als möglicherweise ersten Motorflieger der Geschichte betrachtet (dessen Chefredakteur hatte 2013 Weißkopf die Pionierleistung zugesprochen; das Magazin erklärte diese später zur Einzelmeinung, hält die Frage aber für nicht geklärt).

## Vorgeschichte

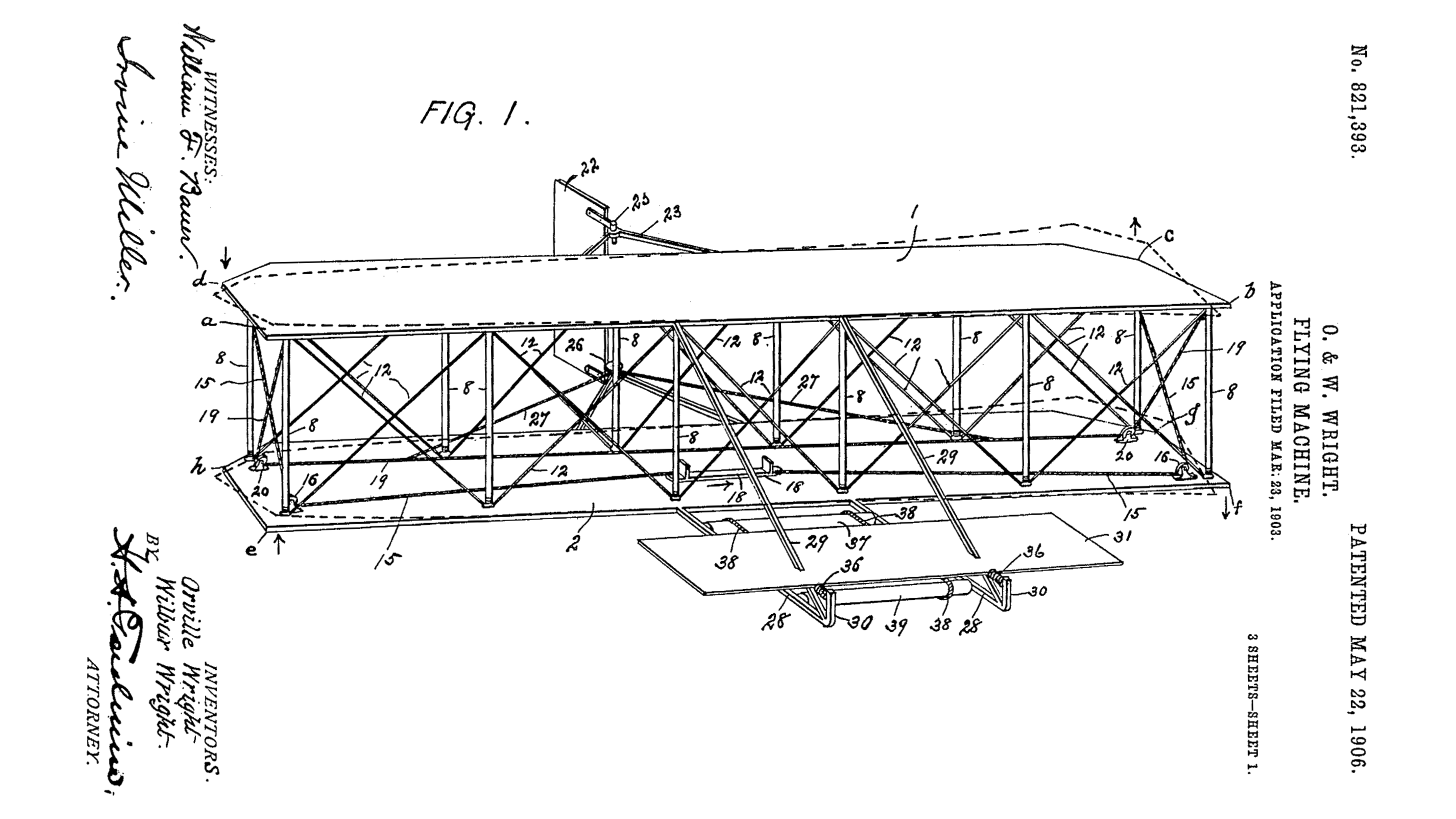
Der um alle drei Raumachsen steuerbare 1902 Glider – hier als Zeichnung im Patent Flying Machine von O. & W. Wright vom 23. März 1903 – wurde in vergrößerter Version zum motorisierten Flyer

Die Brüder Wright, die eine Reparaturwerkstatt für Fahrräder betrieben, wurden 1896 von den Gleitflügen des Maschinenbauers und Flugpioniers Otto Lilienthal inspiriert, beschäftigten sich intensiv mit Literatur zum Flugproblem (u. a. mit Mouillard: L’Empire de l’air und Lilienthals: Der Vogelflug als Grundlage der Fliegekunst) und fingen 1899 an, eigene Experimente zunächst mit einem Fesseldrachen durchzuführen, an dem sie bereits eine Längsachsensteuerung mit Tragflächenverwindung testeten. In den Jahren 1900 und 1901 sammelten sie Gleitflugerfahrungen mit zwei Gleitflugzeugen, die sie zunächst nur mit Höhen- und Längsachsensteuerung ausgestattet hatten. Dabei machten die Brüder ihre ersten Erfahrungen mit dem negativen Wendemoment. Bei den Flügen mit ihrem dritten Gleitflugzeug, dem 1902 Glider, entwickelten sie mit der Seitenruder-Steuerung, die dem negativen Wendemoment beim Rollen entgegenwirkt, eine bedeutende flugtechnische Methode. Mit dieser Flugsteuerung für alle drei Raumachsen führten sie in Kill Devil Hills bei Kitty Hawk (North Carolina) an der Atlantikküste hunderte sicher manövrierte Gleitflüge durch – der längste über 190 Meter bei 26 Sekunden Flugzeit. Nach diesen Erfolgen beantragten die Wrights am 23. März 1903 das Patent „Flying Machine“ für ihren Flugzeugentwurf und entschlossen sich, eine vergrößerte Version ihres Gliders mit Flugmotor und Propeller auszurüsten.

## Konstruktion

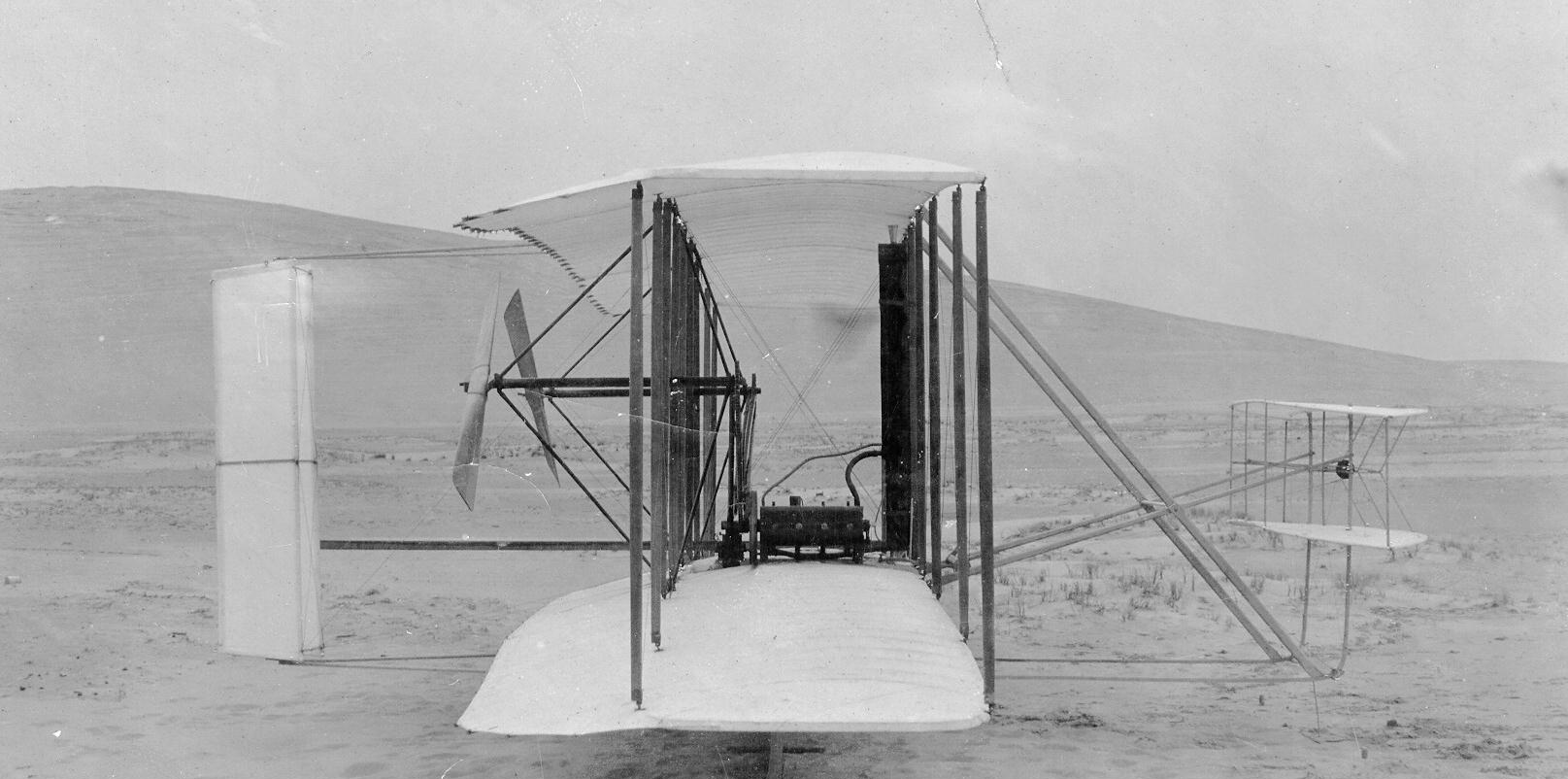
Seitenansicht des Wright Flyers vor den Flügen am 17. Dezember 1903

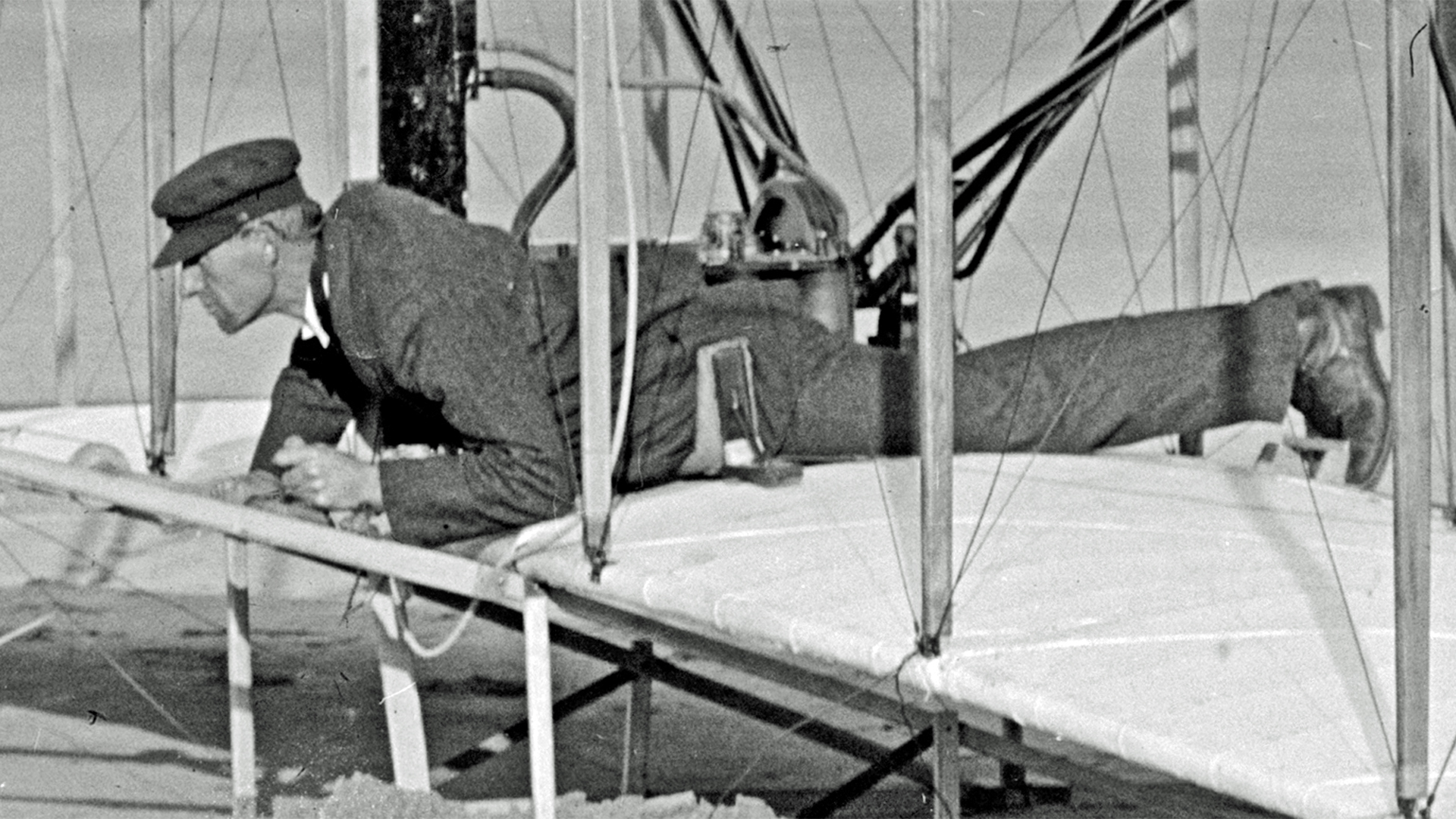
Wilbur Wright in der Pilotenposition nach einem nicht erfolgreichen Flugversuch am 14. Dezember 1903. Die linke Hand hält den Hebel für das Höhenruder, mit der Hüfte liegt er im Hüftschieber, mit dem die Flügelverwindung, das Rollen um die Längsachse, gesteuert wird.

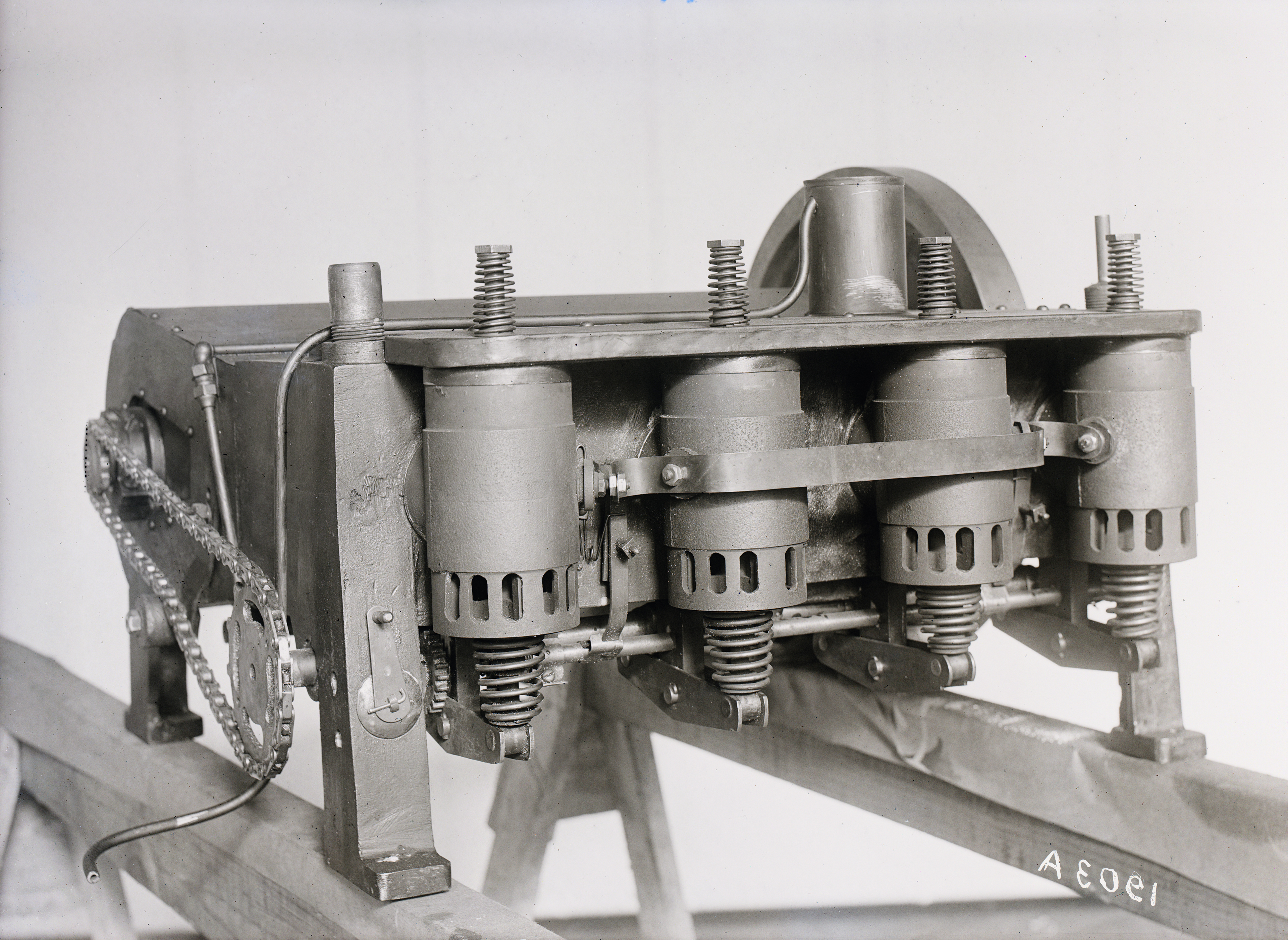
Der für den Flyer hergestellte Vierzylinder-Reihenmotor (Bild vom 10. Januar 1928)

Der Wright Flyer war ein Doppeldecker mit doppelten Seitenleitwerken und doppelten Entenflügeln. Die Steuerung um die Längsachse erfolgte durch Flügelverwindung der Tragflächenenden. Der Antrieb des Flyers bestand aus einem schwerpunktnah eingebauten Motor, der seine Kraft an zwei gegenläufige Druckpropeller abgab. Die Propeller waren aus drei Lagen Fichtenholz selbst hergestellte Einzelstücke. Die nach einigen Versuchen gefundene lange und schmale Blattform sorgte dafür, dass ein Wirkungsgrad der Propeller von etwa 66 Prozent erreicht werden konnte. Das heißt, zwei Drittel der Motorleistung konnten für den Vortrieb eingesetzt werden.
Der Motor war ein vollständig selbst konstruierter und mit Hilfe des Mechanikers Charles Edward Taylor auch selbst hergestellter Vierzylinder-Reihenmotor mit einem Kurbelgehäuse aus Aluminiumguss. Er wog lediglich 81 kg (179 lb) und leistete statt der erwarteten acht sogar zwölf PS. Taylor erklärte später in einem Interview, dass die damals verfügbaren Automotoren mehr wogen als der gesamte Flyer einschließlich des neu entwickelten Triebwerks.
Die tragende Struktur des Flugzeugs stellte praktisch eine vergrößerte Weiterführung ihres 1902 Gliders dar. Wie dieser war der Flyer aus ofengetrocknetem Fichtenholz („West Virginia White Spruce“) hergestellt und die Tragflächen und Leitwerke mit einem „Pride of the West“ genannten Musselin bespannt. Dieser feste Baumwollstoff trug mit zur Stabilität der Konstruktion bei. Untersuchungen des Flyers in den 1980er Jahren durch Howard S. Wolko vom US National Air and Space Museum ergaben, dass die Struktur für die tatsächlich aufgetretenen Belastungen deutliche Festigkeitsreserven aufwies.
Die Steuerorgane waren wie beim 1902 Glider zugunsten eines möglichst geringen Luftwiderstands für einen bäuchlings im Zentrum neben dem Motor liegenden Piloten eingerichtet. Das Höhenruder wurde durch einen Hebel links vom Piloten betätigt. Das Rollen durch Verwindung der Flügelenden (Querruder) steuerte der liegende Pilot mit einem Hüftschieber, den er nach rechts oder links verschieben konnte, wenn er mit der Hüfte nach rechts oder links rutschte. Das Seitenruder war mit dem Hüftschieber so verbunden, dass es bei Flügelverwindung gegen die Drehung wirkte, die wegen der unterschiedlichen Luftwiderstände am rechten und linken Flügel beim Rollen entstand.

## Resonanz
Nach einer einzigen Presseerklärung im Januar 1904 und einer fehlgeschlagenen öffentlichen Flug-Demonstration mit dem Wright Flyer II im Mai 1904 machten die Brüder Wright ihre Bemühungen zunächst nicht weiter bekannt.
In Deutschland veröffentlichten die Illustrierten Aeronautischen Mitteilungen in ihrer Ausgabe vom März 1904 den Bericht Die Erfindung der Flugmaschine von Carl Dienstbach vom 24. Januar 1904:

„Die Erfindung der Flugmaschine
Am Vormittag des 17. Dezember 1903, zwischen halb 11 und 12 Uhr ist eine viertel englische Meile nordöstlich von dem Kill Devil-Sandhügel bei Kitty Hark in Dare County, Nordkarolina, in den Vereinigten Staaten von Nordamerika, ein weltgeschichtliches Ereignis eingetreten: die erste wirkliche Flugmaschine ist geflogen!
Eine dynamische Flugmaschine mit einem Passagier an Bord, ohne irgend welche Art von Gasballon, mit Motor und Brennmaterial für einen stundenlangen Flug, ist mit einer Eigengeschwindigkeit von 14 bis 16 m die Sekunde gegen einen Wintersturm voller Windstöße von 10 bis 11 m die Sekunde vom ebenen Boden aus und über ebenen Boden eine Strecke von 250 m weit vorwärts geflogen, auf eine Weise, die diesen Flug ebenso erstaunlich macht, wie es einer von der zehnfachen Länge gewesen sein würde. Denn seine Dauer wurde weder durch einen Unfall, noch durch Unfähigkeit, die Balance zu bewahren, noch viel weniger durch Mangel an Flugkraft begrenzt, sondern lediglich durch die Unerfahrenheit des Steuermanns, der bei dieser neuen, unvertrauten Maschine einer mit den Umständen verknüpften besonderen Schwierigkeit noch nicht gewachsen war. Die letztere ist sehr leicht erklärt: Es war das begreifliche Bestreben vorhanden, die Maschine dicht über dem horizontalen Boden hinfliegen zu lassen, um etwaige Unfälle unmöglich zu machen. Der heftige stoßweise Wind suchte jedoch den Apparat ebenso zu heben und zu senken, wie er es einst mit jenem Lilienthals getan hatte. Darum war der erste der vier Flüge, die gemacht wurden, sehr unregelmäßig und kurz. Beim zweiten gelang es schon besser, durch Steuerung das unbeabsichtigte Steigen und Sinken zu bekämpfen, und beim vierten ward die bis dahin für einen Flug mit Passagier ohne Ballon unerhörte Dauer von 59 Sekunden erreicht, ehe der Apparat nach dem Überfliegen eines Sandhaufens mit Gebüsch, bei dem Bestreben, wieder in größere Nähe zum Boden zu kommen, durch eine kaum meßbar geringe Übertreibung in der Steuerung in allzu große Bodennähe, d. h. zum unbeabsichtigten Landen gebracht wurde, dann kam die nötige Rücksteuerung nach oben um einen kleinen Bruchteil einer Sekunde zu spät.
…
Da es dem Verfasser gelang, über all dieses durchaus zuverlässige Nachrichten zu erhalten, so fühlt er sich mit Freude berechtigt, heute zu sagen: Die Flugmaschine ist erfunden! Wir können fliegen!
…“

Erst 1908 präsentierten die Brüder Wright getrennt, Orville in den USA und Wilbur in Frankreich, ihren zum Wright Model A weiterentwickelten Flyer einer breiten Öffentlichkeit.

## Verbleib
Das Wrack wurde in Dayton eingelagert, wo es 1913 bei einem Hochwasser beinahe vollständig zerstört wurde. In den nächsten zwei Jahrzehnten wurde es auf zahlreichen Ausstellungen gezeigt, 1928 aber infolge des Streits zwischen Orville Wright und der Smithsonian Institution in das Science Museum nach London verbracht. Nach Beilegung des Streits und dem Tod von Orville Wright kehrte die Maschine 1948 in die USA zurück und wurde im Arts and Industries Building des Smithsonian in Washington, D.C. gezeigt. Seit der Eröffnung des National Air and Space Museums am 1. Juli 1971 bildet der Flyer das zentrale Ausstellungsstück der Sammlung. Zwei Originalteile (ein Holzstück des linken Propellers und ein Stoffteil der Bespannung) des Wright Flyers wurden von Neil Armstrong während der ersten bemannten Mondlandung mitgeführt. Auch die Helikopterdrohne Ingenuity der Mars-2020-Mission enthält ein Stück der Stoffbespannung bei ihrem Erstflug auf dem Mars.

## Galerie

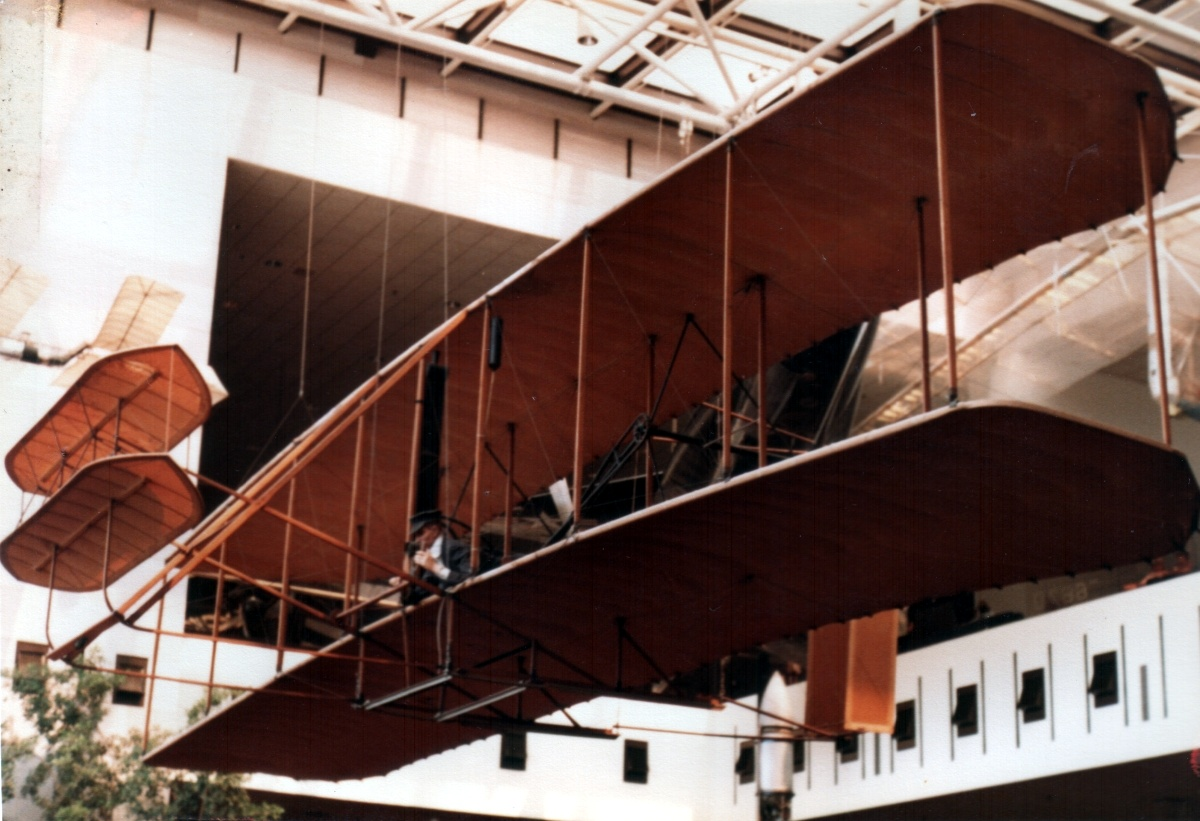
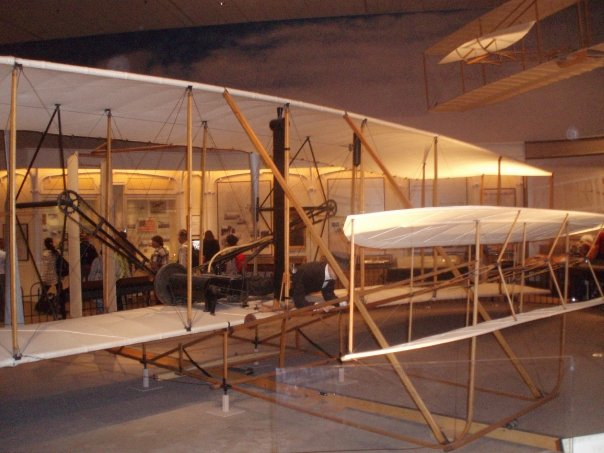
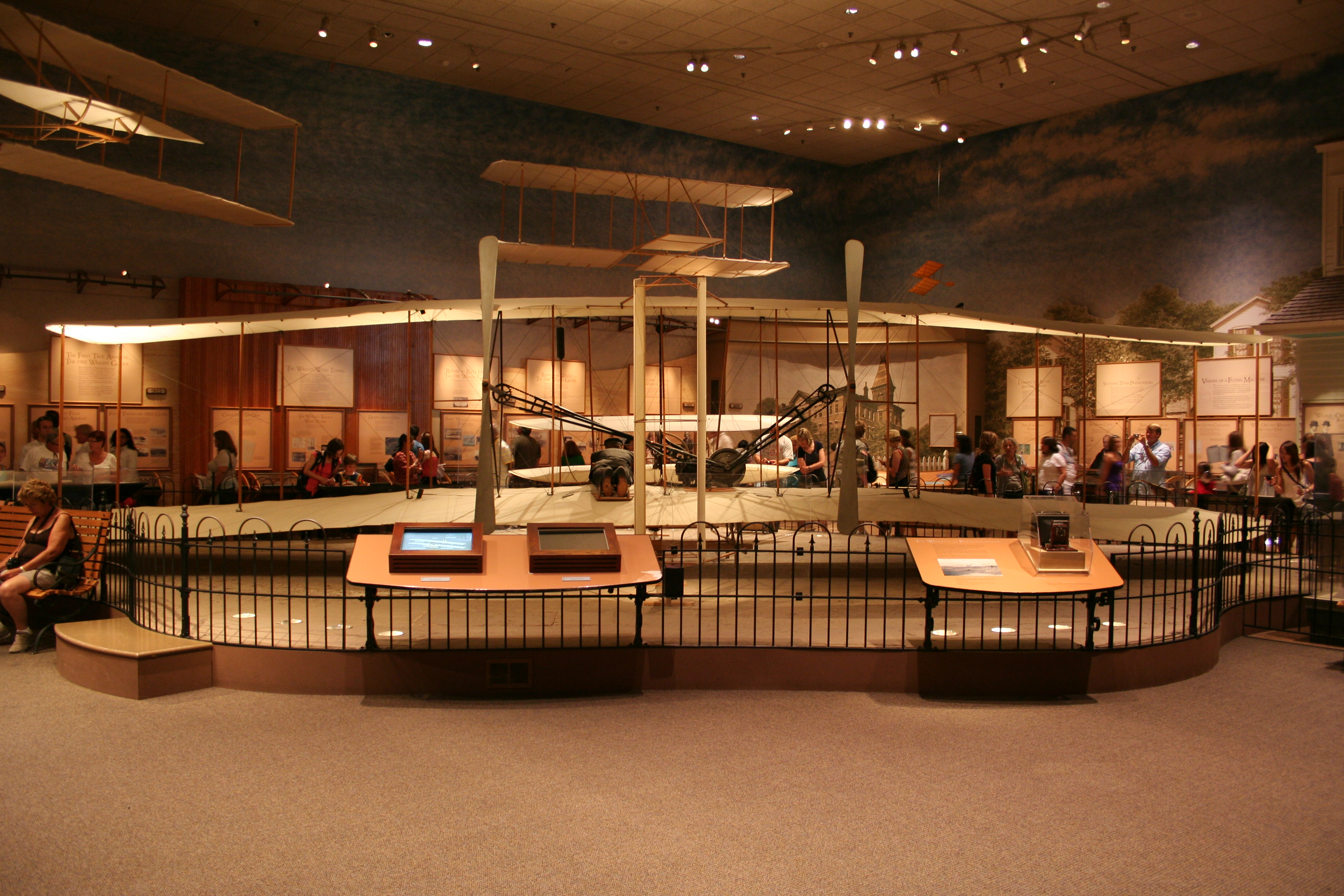

## Technische Daten
| Kenngröße                           | Wright Flyer 1903 | Wright Flyer II 1904 | Wright Flyer III 1905 | Wright Model A 1908 |
| ----------------------------------- | ----------------- | -------------------- | --------------------- | ------------------- |
| Besatzung                           | 1 (liegend)       | 1 (liegend)          | 1 (liegend)           | 1 (sitzend)         |
| Passagiere                          | –                 | –                    | –                     | 1 (sitzend)         |
| Länge                               | 6,43 m            | 6,43 m               | 8,54 m                | 9,45 m              |
| Höhe                                | 2,7 m             | 2,7 m                | 2,7 m                 | 2,7 m               |
| Spannweite                          | 12,3 m            | 12,3 m               | 12,3 m                | 12,3 m              |
| Profiltiefe                         | 1,94 m            | 1,94 m               | 1,94 m                | 1,94 m              |
| Flügelfläche                        | 47,4 m²           | 47,4 m²              | 47,4 m²               | 47,4 m²             |
| Flügelstreckung                     | 6,4               | 6,4                  | 6,4                   | 6,4                 |
| Fläche der (Canard-)Höhenruder      | 4,46 m²           | 4,46 m²              | 7,7 m²                | 7,7 m²              |
| Fläche der Seitenruder              | 1,95 m²           | 1,95 m²              | 3,2 m²                | 3,2 m²              |
| Leermasse (ohne Pilot)              | 274 kg            | 354 kg               | 354 kg                | 363 kg              |
| max. Startmasse (mit Pilot)         | 341 kg            | 421 kg               | 421 kg                | 500 kg              |
| Höchstgeschwindigkeit               | 48 km/h           | 56 km/h              | 56 km/h               | 60 km/h             |
| Triebwerk (1 × Reihen-Vierzylinder) | 12 PS (8,9 kW)    | 16 PS (11,9 kW)      | 20 PS (14,9 kW)       | 31 PS (23,1 kW)     |
| Durchmesser der Luftschrauben       | 2,44 m            | 2,44 m               | 2,44 m                | 2,44 m              |